# Можаровский, Юрий Андреевич
Ю́рий Андре́евич Можаро́вский (род. 2 октября 1976, Львов) — украинский футбольный арбитр первой категории.

## Карьера
В 2008 году начал обслуживать матчи Премьер-лиги. Бо́льшую известность принёс матч полуфинала кубка Украины 2009 между «Шахтёром» и «Динамо», в котором победил «Шахтер» — 1:0. По жеребьёвке, матч состоялся в Донецке и хозяева поля запросили на матч иностранного рефери, в результате несогласованности между футбольным клубом «Шахтёр» и Федерацией Футбола Украины на матч был назначен Юрий Можаровский. Несмотря на критику арбитра до матча, Можаровский чётко отсудил поединок, без существенных ошибок, повлиявших на игру. Получил высокую оценку от бывшего авторитетного арбитра Любоша Михела.
Юрий Можаровский был назначен главным арбитром матча 1 мая 2011 года, 27-го тура Премьер-лиги — «Динамо» — «Шахтёр» на стадионе «Динамо». На 24 минуте Можаровский назначил спорный пенальти, он усмотрел фол в борьбе Дарио Срны и Андрея Шевченко. Одиннадцатиметровый реализовал Олег Гусев. После матча Срна заявил, что этот пенальти сломал всю игру. Во втором тайме он удалил главного тренера горняков Мирчу Луческу. В итоге матч закончился убедительной победой хозяев со счётом (3:0). Впоследствии его судейство в этом матче оценивали очень низко.
Обслуживал финальные матчи Кубка Украины в 2014, 2015 и 2018, а также матч за Суперкубок Украины 2014
Хобби — плавание, активный отдых.